# Doug Serrurier
Louis Douglas Serrurier (9 december 1920 - 4 juni 2006) was een autocoureur uit Zuid-Afrika. Hij nam in 1962, 1963 en 1965 deel aan zijn thuisrace voor het team LDS, maar scoorde hierin geen punten voor het wereldkampioenschap Formule 1.